# Red Kelly
Red Kelly, született  Leonard Patrick Kelly (Simcoe, Ontario, 1927. július 9. – Toronto, Ontario, 2019. május 2.) kanadai jégkorongozó, edző.

## Pályafutása
1947 és 1967 között volt aktív jégkorongozó és ez idő alatt végig az NHL-ben szerepelt. 1947 és 1960 között a Detroit Red Wings, 1959 és 1967 között a Toronto Maple Leafs játékosa volt. Összesen nyolc Stanley-kupa győzelemben volt része. A Red Wings-szel illetve a Torontóval is négy-négy alkalommal lett győztes.
1967 és 1977 között edzőként tevékenykedett. A Los Angeles Kingsnél kettő, a Pittsburgh Penguinsnél és a Toronto Maple Leafsnél négy-négy idényen át dolgozott.
1962 és 1965 között a liberális párt színeiben parlamenti képviselő volt.

## Sikerei, díjai
- Stanley-kupa
  - győztes (8): 1950, 1952, 1954, 1955 (Detroit), 1962, 1963, 1964, 1967 (Toronto)